# Kępina (województwo pomorskie)
Kępina (dawniej: niem. Antonienhof) – wieś w Polsce położona w województwie pomorskim, w powiecie sztumskim, w gminie Sztum.
W latach 1975–1998 miejscowość należała administracyjnie do województwa elbląskiego.
Inne miejscowości o nazwie Kępina: Kępina